# Siren (album d'Heather Nova)
Pour les articles homonymes, voir Siren.
Albums de Heather Nova
Oyster
(1994) Wonderlust
(2000)
Siren est le troisième album studio d'Heather Nova, sorti en 1998.

## Liste des titres
Toutes les chansons sont composées par Heather Nova.
1. London Rain (Nothing Heals Me Like You Do) - 3:49
2. Blood of Me - 3:59
3. Heart and Shoulder - 3:58
4. What a Feeling - 4:46
5. Valley of Sound - 4:20
6. I'm the Girl - 5:23
7. Winterblue - 4:56
8. I'm Alive - 3:40
9. Widescreen - 4:19
10. Paper Cup - 3:29
11. Avalanche - 4:07
12. Make You Mine - 4:56
13. Ruby Red - 4:05
14. Not Only Human - 5:06

## Musiciens
- Heather Nova - guitare folk, violon, voix
- David Ayers - guitare
- Marcus Cliffe - basse
- Danny Cummings - percussion
- Geoff Dougmore - batterie
- Guy Fletcher - piano, orgue Hammond, tamboura, mellotron, guitare hawaïenne, Wurlitzer
- Nikolaj Juel - guitare, Moog, Fender Rhodes
- Nadia Lanman - violoncelle
- John Moore - scie
- Paul Sandrone - basse
- Satin Singh - percussion
- Neil Taylor - guitare
- Youth - guitare

## Production
- Producteurs : Jon Kelly, Felix Tod, Youth
- Ingénieurs du son : Lorraine Francis, Hugo Nicholson, Andrew Scarth
- Mixage : Anne Dudley, Andy Green, Jon Kelly, Will Malone, Hugo Nicholson, Andy Wallace
- Assistant mixage : Steve Sisco
- Mastering : Roger Lian, Howie Weinberg
- Programmation : Jason Mayo, Felix Tod
- Photographie : Mike Diver, Heather Nova